# 三崎公園 (福島県)
三崎公園（みさきこうえん）は、福島県いわき市小名浜下神白にある公園である。小名浜港近くの岬に立地しており、周囲の半分以上を太平洋に囲まれた公園となっている。

## 概要
三崎公園の総面積は約700,000m2でその広大な土地にはさまざまな施設が存在する。特にいわきマリンタワーはいわき市のランドマークのひとつとしても知られている。
駐車場は園内各所に分散して第1〜第10駐車場まであり、それぞれ目的の施設の近くに駐車することができるようになっている。
また園内にはリゾートホテルやレストランが、公園周辺にはいわき・ら・ら・ミュウやアクアマリンふくしま等が立地していることもあり、辺り一帯は福島県内屈指の観光スポットとなっている。

## 交通
- 常磐自動車道いわき湯本ICから車で約20分
- 常磐自動車道いわき勿来ICから車で約25分

## 園内施設
- 芝生広場
- わんぱく広場
- 迷路広場
- 海望広場
- 多目的広場
- いわきマリンタワー
- 潮見台
- バーベキュー広場・ピクニックガーデン
- 野外音楽堂
- 港の見える丘

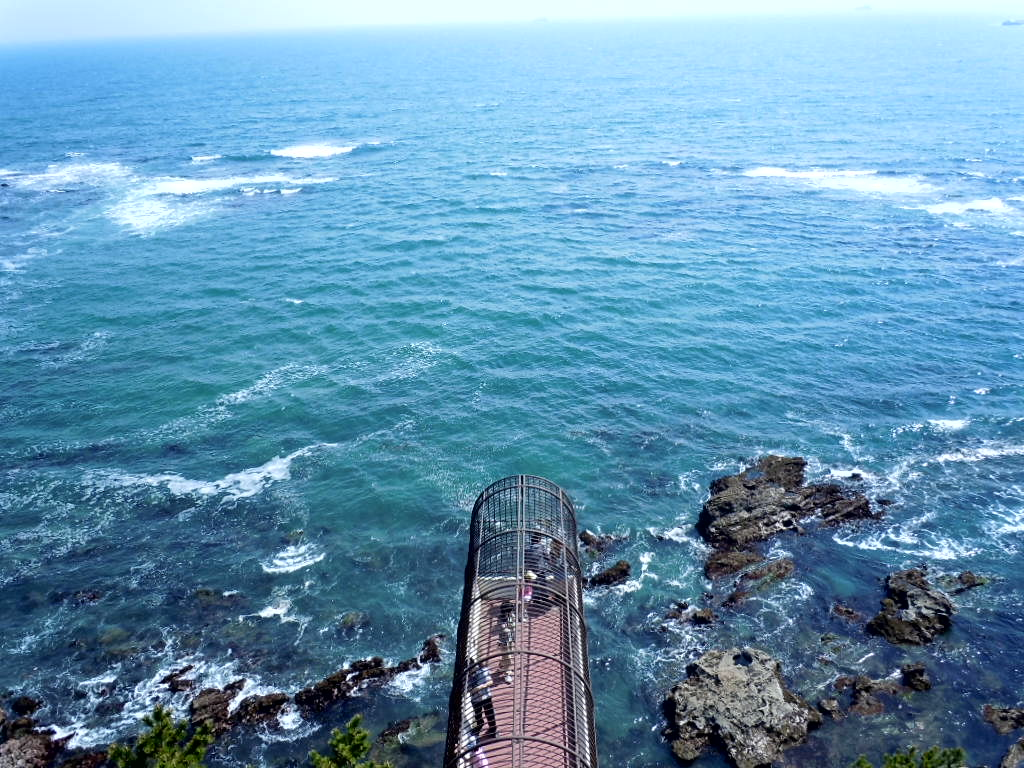
潮見台屋上からの風景。1階から突出した展望スポット（画像下部）では、太平洋を真上から一望できる。

- 第二展望台（福島テレビの情報カメラを設置している）
- 自然探勝ゾーン
- 海浜樹林
- ホテル花天（温泉リゾートホテル。以前は国民年金健康保養センターいわき→みさきプレステージリゾートだった）
- 管理棟（レストランメヒコあり）
- 福島県水産海洋研究センター（2019年にかつて県水産試験場だった建物を建て替え。屋上にはNHK福島放送局の情報カメラが設置されている。）

## 周辺
- 小名浜港
- いわき・ら・ら・ミュウ
- アクアマリンふくしま
- イオンモールいわき小名浜
- 福島県立小名浜海星高等学校